# توم فلمنج (لاعب كرة قاعدة)
توم فلمنج (بالإنجليزية: Tom Fleming)‏ هو لاعب كرة قاعدة أمريكي، ولد في 20 نوفمبر 1873 في فيلادلفيا في الولايات المتحدة، وتوفي في 26 ديسمبر 1957 في بوسطن في الولايات المتحدة.

## وصلات خارجية
- توم فلمنج على موقعبيزبول رفرنس.كوم (الدوري الرئيسي) (الإنجليزية)
- توم فلمنج على موقعبيزبول رفرنس.كوم (الدوري الثانوي) (الإنجليزية)